# Raymond Hermantier
Raymond Hermantier est eun acteur et un metteur en scène français né Raymond Maroutian le 13 janvier 1924 à Lyon 1er et mort le 11 février 2005 à Paris 20e.

## Biographie
René Barjavel lui a dédicacé son dernier roman, La Peau de César (1985).

## Filmographie
- 1946 : Les Démons de l'aube d'Yves Allégret
- 1950 : Prélude à la gloire de Georges Lacombe
- 1951 : Sous le ciel de Paris de Julien Duvivier
- 1954 : Le Grand Pavois de Jacques Pinoteau
- 1980 : L'Embrumé de Josée Dayan
- 1981 : Coup de torchon de Bertrand Tavernier

## Théâtre

### Comédien
- 1943 : Le Malade imaginaire de Molière, mise en scène Pierre Valde, Théâtre du Temps
- 1948 : Shéhérazade de Jules Supervielle, mise en scène Jean Vilar, Festival d'Avignon, Théâtre Édouard VII
- 1950 : À chacun selon sa faim de Jean Mogin, mise en scène Raymond Hermantier, Théâtre du Vieux-Colombier
- 1950 : Les Princes du sang de Jean-François Noël, mise en scène Raymond Hermantier, Théâtre des Célestins
- 1951 : Les Princes du sang de Jean-François Noël, mise en scène Raymond Hermantier, Théâtre du Vieux-Colombier
- 1951 : Marie Stuart de Frédéric Schiller, mise en scène Raymond Hermantier, Théâtre de l'Humour
- 1952 : Beau Sang de Jules Roy, mise en scène Raymond Hermantier, Théâtre de l'Humour
- 1956 : Don Carlos de Frédéric Schiller, mise en scène Raymond Hermantier, Théâtre du Vieux-Colombier
- 1957 : La Reine de Césarée de Robert Brasillach, mise en scène Raymond Hermantier, Théâtre des Arts
- 1964 : Jules César de William Shakespeare, mise en scène Raymond Hermantier, Festival de Lyon, Théâtre Sarah-Bernhardt
- 1964 : Le Joueur d'Ugo Betti, mise en scène Raymond Hermantier, Comédie de Paris
- 1967 : Mort d'une baleine de Jacques Jacquine, mise en scène Pierre Valde, Comédie de Paris
- 1991 : Richard II de William Shakespeare, mise en scène Yves Gasc, Théâtre des Célestins, Théâtre de l'Atelier

### Metteur en scène
- 1947 : À chacun selon sa faim de Jean Mogin, Théâtre du Vieux-Colombier
- 1948 : Si je vis de Robert E. Sherwood, Théâtre Saint-Georges
- 1950 : À chacun selon sa faim de Jean Mogin, Théâtre du Vieux-Colombier
- 1950 : Jules César de William Shakespeare, Arènes de Nîmes
- 1950 : Andromaque de Racine, Arènes de Nîmes
- 1950 : Les Mouches de Jean-Paul Sartre, Théâtre du Vieux-Colombier
- 1950 : Les Princes du sang de Jean-François Noël, Théâtre des Célestins
- 1951 : Les Princes du sang de Jean-François Noël, Théâtre du Vieux-Colombier
- 1952 : George Dandin de Molière, Casablanca
- 1952 : Marie Stuart de Frédéric Schiller, Théâtre de l'Humour
- 1952 : Le Valet des songes de Edouard Kinos, Théâtre de l'Humour
- 1952 : Beau Sang de Jules Roy, Théâtre de l'Humour
- 1952 : Le Rempart de coton de Jean Mogin, Théâtre de l'Humour
- 1952 : La Savetière prodigieuse de Federico García Lorca, Théâtre de l'Humour
- 1953 : Canduela de Maurice Clavel, Théâtre de l'Humour
- 1953 : Le Joueur de Fiodor Dostoïevski, Théâtre de l'Atelier
- 1953 : Egmont de Goethe, Théâtre Marigny
- 1954 : Lysistrata de Maurice Donnay d'après Aristophane
- 1955 : Coriolan de William Shakespeare, Festival de Nîmes
- 1955 : La Fille à la fontaine de Jean Mogin, Festival de Nîmes
- 1955 : La Tragédie des Albigeois de Maurice Clavel et Jacques Panijel, Festival de Nîmes
- 1956 : Faust de Goethe, Festival de Nîmes
- 1956 : Don Carlos de Frédéric Schiller, Théâtre du Vieux-Colombier
- 1956 : Marie Stuart de Frédéric Schiller, Théâtre Hébertot
- 1956 : Le Cavalier d'or d'Yves Florenne
- 1957 : Jules César de William Shakespeare, TNP Théâtre de Chaillot
- 1957 : La Reine de Césarée de Robert Brasillach, Théâtre des Arts
- 1958 : Cinq Hommes et un pain d'Hermann Rossmann, Théâtre Hébertot
- 1958 :  Prométhée de Roger Garaudy, Théâtre de l'Apollo
- 1961 : Alexandre le Petit de Jean Brainville, Théâtre du Vieux-Colombier
- 1961 : La Savetière prodigieuse de Federico García Lorca, Alger
- 1963 : Marie Stuart de Friedrich von Schiller, Comédie-Française
- 1964 : Jules César de William Shakespeare, Festival de Lyon, Théâtre Sarah-Bernhardt
- 1964 : Le Joueur d'Ugo Betti, adaptation Maurice Clavel, Comédie de Paris
- 1966 : Lady Jane de Jean Mogin, Nouveau Théâtre Libre
- 1967 : La Tribu de Jean-Hubert Sybnay, Nouveau Théâtre Libre
- 1968 : L'Exil d'Albouri de Cheik Aliou N'dao, Dakar, Théâtre de l'Odéon
- 1969 : Macbeth de William Shakespeare, Théâtre de l'Odéon
- 1976 : Le Malade imaginaire de Molière, Dakar, Théâtre de l'Odéon
- 1979 : La Tragédie du roi Christophe d'Aimé Césaire, Centre Georges Pompidou
- 1982 : Tête d'or de Paul Claudel, Dakar